# Животовский, Лев Анатольевич
Лев Анато́льевич Живот́овский (22 ноября 1942, Катта-Курган, Самаркандская область — 15 ноября 2024, Москва) — советский и российский генетик (Институт общей генетики имени Н. И. Вавилова РАН), специалист в области популяционной генетики, доктор биологических наук. Заслуженный деятель науки России. Лауреат Государственной премии Российской Федерации (1996).

## Биография
Окончил среднюю школу в г. Старый Оскол Белгородской области в 1959 году (начальную школу — в пос. Новинки Вытегорского р-на Вологодской обл., семилетку — на ст. Ира-Иоль Коми АССР). В том же году поступил на механико-математический факультет МГУ (отд. математики). Курсовая работа — по разностными схемам решения дифференциальных уравнений (рук. Николай Сергеевич Бахвалов), дипломная работа — по задачам нелинейного программирования (рук. Борис Теодорович Поляк и Владимир Григорьевич Карманов).
По окончании МГУ поступил в аспирантуру ЦЭМИ (Центральный экономико-математический институт АН СССР), занимался теорией игр и задачами оптимизации; работал в Главной редакции физико-математической литературы издательства «Наука», где был редактором перевода книги Дж. фон Неймана и О. Моргенштерна «Теория игр и экономическое поведение» (изд-во «Наука», 1970). В 1968 году защитил кандидатскую диссертацию по дифференциальным уравнениям с запаздывающим аргументом) в Ун-те Дружбы народов им. Патриса Лумумбы (рук. Лев Эрнестович Эльсгольц). Был редактором монографии Л. Э. Эльсгольца и С. Б. Норкина «Введение в теорию дифференциальных уравнений с отклоняющимся аргументом» (изд «Наука», 1971).
После защиты диссертации резко изменил научное направление и занялся математическим моделированием селекционно-генетических процессов в популяциях сельскохозяйственных животных: с 1968 по 1974 гг. — старший научный сотрудник ВИЖа (Всесоюзный НИИ животноводства ВАСХНИЛ) в вычислительной лаборатории (зав. Лев Константинович Эрнст, куратор — Борис Владимирович Александров).
В 1972 году прошёл спецкурсы и практикумы на Факультете повышения квалификации при кафедре генетики и селекции Биологического факультета МГУ, дипломная работа по кроссинговеру и компаунд-хромосомам у дрозофилы (рук. Николай Васильевич Глотов).
С 1974 года начал работать в Институте общей генетики АН СССР в лаборатории популяционной генетики (зав. Юрий Петрович Алтухов); в 1982 году защитил докторскую диссертацию по теории отбора в полигенных системах (оппоненты: Алексей Владимирович Яблоков, Юрий Михайлович Свирежев, Евгений Константинович Гинтер); с 1984—1992 гг. — зав. лаб. генетики количественных признаков. В 1993 г. — зав. лаб. в Институте биологии гена РАН (директор Георгий Павлович Георгиев). В 1994—2006 гг. — главный научный сотрудник лаборатории популяционной генетики Института общей генетики; с 2006 г. — заведующий созданной им лаб. генетических проблем идентификации. Научный руководитель многих экспедиций на Дальний Восток по исследованию популяций лососевых рыб и других гидробионтов. Всего проработал в Институте более 50 лет.
Скончался 15 ноября 2024 года на 82-м году жизни после продолжительной болезни.

## Вклад в науку
Сформулировал гипотезу и разработал теорию «флуктуирующих стад горбуши» (совм. с Михаилом Константиновичем Глубоковским), согласно которой популяционная структура тихоокеанского лосося горбуши, нерестящейся на огромной территории (на азиатском побережье северной части Тихого океана — от рек Чукотки до Приморья и Японии), состоит из популяций, между которыми возможны значительные обмены в разных регионах в разное время, из-за чего объёмы и распределение нерестовых единиц этого вида нестабильны, а прогнозы численности нерестовых подходов труднопрогнозируемы и зависят от большого числа экологических параметров. Дебатируется с момента публикации основной статьи.
Исследовал популяционную организацию кеты Дальнего Востока, выделил по ДНК-маркерам единицы запаса этого вида, важные для рационального использования, охраны и воспроизводства лососевых рыб.; исследовал популяционную структуру редких, исчезающих и краснокнижных видов и популяций рыб.
Разрабатывал теорию распространения микросателлитных ДНК-маркеров в популяциях, в том числе для оценки генетической структуры и демографических параметров древних популяций человека.
Соавтор статьи, подробно исследовавшей генетическую дифференциацию человечества, которая по опросу медико-биологического журнала «Lancet» в 2003 году была признана лучшей статьёй за 2002 год (см. https://web.stanford.edu/group/rosenberglab/news/lancetPOY.pdf).
Ввёл понятие эффективного темпа мутирования применительно к микросателлитным маркёрам Y-хромосомы человека для оценки времени возникновения Y-хромосомных линий в генетической истории человечества, который значительно ниже темпов мутирования, отмеченных в родословных, парах «отец-сын» и других семейных данных, что приводит к более древним оценкам эволюционных событий. Предложил использовать эту концепцию для изучения генетической истории Y-хромосом в различных этнических группах мира.
Работал над методами популяционно-генетического анализа данных судебно-медицинских генетических экспертиз. Критически исследовал проблему идентификации т. н. «екатеринбургских останков» — предполагаемых останков семьи императора Николая II.
Работал над математической теорией многолокусных систем для исследования адаптивных эволюционных процессов.
Разработал байесовский подход для популяционно-генетического исследования доминантных молекулярных маркеров.
Предложил классификацию «дельта-омега» для ценопопуляций растений, основанную на индексах возрастных состояний.
Развивал общую теорию популяционной структуры вида и предложил концепцию выделения эко-географических единиц (eco-geographic units).

## Зарубежные научные визиты
С декабря 1990 г. — Visiting Professor/Senior scientist Стэнфордского университета (Калифорния), где работал в течение 15 лет с ежегодными визитами по 2-3 месяца в Моррисонском институте популяционных исследований. Тематика работ: математические модели популяционно-генетической динамики, модели культурного наследования, теория микросателлитной изменчивости, исследование генетической истории этнических групп разных континентов по микросателлитам аутосом и Y-хромосомы. Сотрудничество: Prof. Marcus Feldman и коллеги. Совместно опубликовано более 20 научных статей в журналах Science, Evolution, Genetics, Proc. Natl. Acad. Sci. USA, Molecular Biology and Evolution, American Journal of Human Genetics и в других.
С 1992 г. — Affiliate Faculty в отделе рыбного хозяйства и океанографии Ун-та штата Аляска. Сотрудничество: Prof. Anthony Gharrett и коллеги. Совместно опубликовано пять научных статей по генетической структуре популяций лососевых рыб, в том числе написана глава в учебнике по генетике популяций для специалистов рыбного хозяйства.
В 1992—1995 — приглашённый профессор в Орхусский университет (Дания). Сотрудничество: Prof. Freddy Christiansen и коллеги. Совместно опубликовано четыре научных статьи по математическим моделям эволюции рекомбинации и изоляционных барьеров между популяциями в журналах Evolution, Proc. Natl. Acad. Sci. USA, Genetical Research, а также глава в книге по средовому стрессу.
В 1999—2001 — Adjunct Professor в Университете Эдит Коуэн (Перт, Австралия). Сотрудничество: Prof. Alan Bittles, Prof. Luba Kalaydjieva и коллеги. Совместно опубликовано четыре научных статьи по инбридингу у человека, судебной генетике и оценке времени возникновения гаплогрупп Y-хромосомы в журналах Annals of Human Genetics, Forensic Science International и др.

## Награды
Лауреат премии в области эволюционной биологии имени И. И. Шмальгаузена РАН (1995). Диплом Мин-ва высшего образования РСФСР и диплом ЛГУ за учебник «Биометрия» (1984).

## Критика
В 2014 году Животовский опубликовал небольшую книгу «Неизвестный Лысенко» (московское издательство КМК), в которой он, как отмечает историк науки Лорэн Грэхэм (в книге, опубликованной в 2016 году издательством Harvard University Press), «вознёс» Т. Д. Лысенко до ранга «великого советского учёного», основав своё утверждение на двух аргументах. 1) Ранний Лысенко, согласно Животовскому, «сделал великие открытия в области физиологии растений» и был «одним из основателей биологии развития растений». 2) По мнению Животовского, ряд последних достижений биологии, таких как развитие эпигенетики, указывают на выводы, сходные с таковыми Лысенко, и показывают его предвидение как учёного. Однако, как отмечает Грэхэм, ни одно из этих утверждений не выдерживает критики. Работы Лысенко по холодовой обработке и стадийному развитию растений были лишь повторением работ предшественников (проведённых столетия назад) и отличались крайне низким уровнем научной тщательности. Животовский пишет, что на работы Лысенко ссылались авторы опубликованной в 1948 году в США книги по яровизации и фотопериодизму. Однако, как отмечает Грэхэм, авторы этой книги 1948 года указали на отсутствие данных, которые поддерживали бы утверждение Лысенко о том, что во время яровизации яровые злаки требуют более высокой температуры, чем озимые. Авторы указали также на малую вероятность широкого использования метода яровизации в будущем. Как пишет Грэхэм, утверждение Животовского о том, что эпигенетика подтверждает теории Лысенко, является огромным преувеличением. Согласно Грэхэму, реальной проверкой взглядов Лысенко является не то, опираются ли они на концепцию наследуемости приобретённых признаков, а то, привели ли они к продуктивным и продолжающимся исследованиям и их прикладным аспектам; между тем, такие исследования и прикладные аспекты отсутствуют.
Историк науки Эдуард Колчинский в обзоре, опубликованном в 2017 году академическим издательством Palgrave Macmillan / Springer Nature, отмечает, что Животовский в своей противоречивой книге попытался «переосмыслить» роль Лысенко, восстановить «беспристрастный» взгляд на «дело Лысенко», помещая лысенкоистов и генетиков на один уровень. Как пишет Колчинский, главная проблема с использованием такого подхода состоит в том, что он ни в какой степени не подтверждён серьёзным историческим анализом.
Другой обзор Колчинского с критикой книги Животовского был опубликован в 2014 году Комиссией по борьбе с лженаукой и фальсификацией научных исследований при Президиуме РАН.
В обзоре 2017 года Колчинский отмечает, что критику книги Животовского опубликовали также биохимик Владимир Муронец, профессор энзимологии МГУ, и Валерий Сойфер, молекулярный генетик и историк науки. Согласно Сойферу, с самого начала биологи и агрономы во всём мире неоднократно проверяли и перепроверяли идеи Лысенко, однако каждый эксперимент показывал одно и то же: гипотезы Лысенко были неверны, и каждая практическая рекомендация Лысенко также оказалась бесплодной. По мнению Сойфера, книга Животовского не является научной публикацией.

## Научные монографии
- Зиничев В.В., Леман В.Н., Животовский Л.А., Ставенко Г.А. Теория и практика сохранения биоразнообразия при разведении тихоокеанских лососей. — ВНИРО, 2012. — С. 240.
- Животовский Л.А. Популяционная биометрия. — Наука, 2014. — С. 271.
- Животовский Л.А. Интеграция полигенных систем в популяциях. — Наука, 1984. — С. 182.
- Глотов Н.В., Животовский Л.А., Хромов-Борисов Н.Н., Хованов Н.В. Биометрия. — ЛГУ, 1982. — С. 253.

## Титульный редактор переводов на русский язык
- Ч. Ли. 1978. Введение в популяционную генетику. Изд-во «Мир». (совм. с Ю. П. Алтуховым).
- Д. С. Фолконер. 1985. Введение в генетику количественных признаков. Изд-во «Агропромиздат».
- К. Мазер, Дж. Джинкс. 1985. Биометрическая генетика. Изд-во «Мир» (совм. с В. М. Гиндилисом).
- М. Кимура. 1985. Молекулярная эволюция: теория нейтральности. Изд-во «Мир». (совм. с Ю. П. Алтуховым).
- Б. Вейр. 1995. Анализ генетических данных. Изд. «Мир». (совм. с А. И. Пудовкиным).
- Э. Стил, Р. Линдли, Р. Бландэн. 2002. Что, если Ламарк прав? Иммуногенетика и эволюция. Изд-во «Мир».

## Публицистика
- Животовский Л. А. Эколого-генетический подход к выделению единиц запаса водных биоресурсов (лекция). — 2017.
- Животовский Л. А. Николай Васильевич Глотов (некролог). — 2016.
- Животовский Л. А. Вспышки из прошлого (Воспоминания о Н.В. Глотове). — 2016.
- Животовский Л. А. Неизвестный Лысенко. — КМК, 2014 (2-е изд — 2016). — С. 118.
- Животовский Л. А. Как прокормить рыбой всю Россию и сберечь естественные популяции лососевых. — Наука в мире, 2014. — № 4 (1). — С. 8—10.
- Животовский Л. А. Сохранение природных популяций — основа устойчивого воспроизводства биоресурсов (на примере лососевых рыб Сахалинской области). // Глобализация, региональное развитие и проблемы окружающей среды. — Южно-Сахалинск: СахГУ, 2013. — C. 36—41.
- Животовский Л. А. Генетические ресурсы лососевых рыб Сахалина и Южных Курил. // Сахалинская область: История, Современность, Перспективы. — Южно-Сахалинск: СахГУ, 2013. — С. 230—236.
- Животовский Л. А. Несчастье лучше катастрофы?. — Троицкий вариант, 2013. — № 18 (137). — С. 14.
- Животовский Л., Семенченко А., Золотухин С., Юрченко А. Отпустите тайменя! (недоступная ссылка — история). — Газета «Советский Сахалин», 25 января 2012.
- Животовский Л. А. Хороший рыбоводный завод — хорошо, плохой — плохо. — Сайт «Sakhalin.info», 2012.
- Животовский Л. А. Ученье — свет, а неученье — тьма. — Сайт «Sakhalin.info», 2012.
- Багров А. М., Животовский Л. А., Гамыгин Е. А., Рекубратский А. В., Ананьев В. И. Проблемы создания и использования инновационных технологий аквакультуры России. // Рыбное хозяйство. — 2010. — № 2. — С. 18—22.
- Животовский Л. А., Самарский В. Г., Диденко С. Ю. Заводскому и дикому лососю — дружить и умножаться!. — Сайт «Рыба Камчатского края», 2010.
- Животовский Л. А. Лосось и генетика. — Газета «Советский Сахалин», 26.05.2009.
- Животовский Л. А., Имашева А. Г. Одиссея мужской хромосомы. — Природа, 2009. — № 2. — С. 48—55. Архивировано 5 июня 2017 года.
- Животовский Л. А. Популяционные и эволюционные исследования Николая Петровича Дубинина. // К столетию академика Н. П. Дубинина. — М.: Наука, 2009. — С. 49—84.
- Животовский Л. А. Место красит человека. — Природа, 2006. — № 2 (1086). — С. 54—59.
- Животовский Л. А. Мы не только различны, но и удивительно схожи. — Наука и Жизнь, 2006. — № 4.
- Животовский Л. А. Гены и расы: Все мы одного роду-племени. — Наука в России, 2006. — № 4. — С. 33—38.
- Животовский Л., Хуснутдинова Э. Генетическая история человечества. — В мире науки, 2003. — № 7. — С. 82—91.
- Животовский Л. А. Генетический аспект вопроса (комментарии к статье С.Лерман «Размышляя о расах»). — В мире науки, 2003. — № 6. — С. 24—25.
- Животовский Л. А. Правнуки и пращуры. — Химия и Жизнь, 2002. — № 6. — С. 16—19.
- Животовский Л. А. ДНК в суде. — Химия и Жизнь, 2001. — № 12. — С. 23—27.
- Животовский Л. А. Доказательная ценность проведенных генетических исследований по идентификации «екатеринбургских останков» недопустимо мала. — Думские общественные слушания, 1998.
- Животовский Л. «Екатеринбургские останки» и судебно-генетическая экспертиза // Журнал Московской Патриархии. — М., 1998. — № 4. — С. 46—48.
- Алтухов Ю., Животовский Л. Памяти Мотоо Кимура. // Журнал «Генетика». — 1995. — Т. 31. — С. 732.